# Баковлаг
Баковський ВТТ (рос. Баковский ИТЛ, Баковлаг) — великий виправно-трудовий табір у системі ГУЛАГу, організований 14 травня 1953 року (вже після смерті Йосипа Сталіна) в Кунцевському районі Московської області (перейменований з Будівництва 565 і ВТТ). Закритий 23 липня 1956 року.

## Виконувані роботи
- Промислове будівництво в місті Електросталь і населеному пункті Велика Волга з 2 лютого 1955 (після передачі в Баковлаг Табірного відділення (ТВ) при Будівництві 352 і Підлісного ТВ)
- Будівництво оборонних об'єктів, завершених в основному до 1956 року
- Промислове та житлове будівництво в районах Катуар, Долгопрудного, Залізничного, Дубни, Загорська
- Робота в промзонах у Москві, у районі Катуар, Електросталі
- Робота на механічному заводі 2 Головпромбуду, в автотранспортній конторі (район Хімок), у відділі головного механіка (Москва), на плодоовочевій базі.